# Édson José da Silva
Édson José da Silva, mais conhecido como Édson Silva (Água Preta, Pernambuco, 9 de maio de 1986), é um futebolista brasileiro que atua como zagueiro. Atualmente joga pelo Trindade.

## Carreira

### Início
Revelado pelo Palmares–PE, Édson jogou ainda pelo Corinthians Alagoano antes de chegar ao CRB. No clube de Alagoas, o zagueiro se destacou por não ter sido expulso durante todo o Campeonato Brasileiro da Série B de 2007. Foi eleito no segundo posto de melhores zagueiros da competição.

### Botafogo
Tais fatos chamaram a atenção do Botafogo, que o contratou em 2008. Após um período na reserva do alvinegro sob comando de Cuca, Édson começou a ter chances como titular com o técnico Geninho e, com a chegada de Ney Franco, o zagueiro passou a ser a primeira peça de reposição na zaga.
No entanto, após uma grande reformulação de elenco, o zagueiro acabou não tendo seu contrato renovado e acertou sua ida para o Fortaleza, onde foi campeão Cearense. Em 2010, ainda passou por Boavista-RJ e Duque de Caxias.

### Figueirense
Em 2011, depois de ter uma ótima passagem pelo Duque de Caxias em 2010, Édson Silva chegou ao Figueirense e foi logo ganhando espaço com o técnico Jorginho, se destacando entre os melhores do Brasileirão de 2011, sendo peça importante na bela campanha do Figueirense na primeira divisão do Campeonato Brasileiro daquele ano.

### São Paulo
Já em 2012, Édson Silva é contratado pelo São Paulo e estreia marcando gol contra o Botafogo-SP, no Morumbi..
Em 2013, após passar o ano anterior a maioria das vezes no banco, conseguiu desbancar o ex-capitão da Seleção Brasileira Lúcio e teve uma sequencia no time titular do tricolor.
Édson Silva começou 2014 ameaçado de ser dispensado pelo clube do Morumbi, por conta da reformulação para a nova temporada. Porém, acabou permanecendo, e com a lesão do titular da posição (Antonio Carlos) e a carência de zagueiros no elenco acabou sendo titular em uma sequência de jogos do Tricolor na temporada. Ao lado de Rafael Tolói, o antes questionado zagueiro vem sendo muito elogiado pela imprensa e pela torcida pela dedicação e raça em campo. Justamente nesse período, o São Paulo deu uma espetacular arrancada no Brasileirão, diminuindo a diferença de pontos para o líder Cruzeiro, inclusive vencendo o mesmo em uma partida, onde o time foi muito superior e o zagueiro foi eleito o melhor em campo pelo técnico Muricy Ramalho. No Dia 27 de Outubro Édson Silva marcou seu 5 Gol com a Camisa Tricolor onde fez o seu Gol de Cabeça contra o Goias. No dia 30 de novembro de 2014, Edson Silva marcou mais um gol, desta vez contra o Figueirense, abrindo o placar no Morumbi, porém, o Figueirense chegou ao empate com Mazola e o jogo terminou em 1 a 1. Edson Silva diz estar vivendo o melhor momento da carreira no Tricolor.
Em dezembro de 2015, após o término de seu contrato, Edson Silva deixa o tricolor, onde conquistou a Copa Sul-Americana de 2012.

### Estrela Vermelha
No dia 1º de fevereiro de 2016, Édson Silva acertou com o Estrela Vermelha. Após sete partidas e o título de campeão sérvio, deixou o Estrela Vermelha onde tinha vinculo até 2018. No futebol sérvio, Edson teve problemas com atrasos de salário, o que abalou seu psicológico durante sua passagem pela Europa.

### Londrina
Após jogar no Estrela Vermelha, voltou ao Brasil e jogou no Mirassol e RB Brasil. Em julho de 2017, foi anunciado como reforço do Londrina para a sequência Série B do Brasileiro e na fase final da Primeira Liga. O atleta fica por empréstimo até o fim da temporada.
| “ | A Série B é um dos campeonatos mais difíceis que existem. Agradeço ao Londrina por ter aberto as portas para voltar a disputá-la e ajudar a conseguir o objetivo principal, que é o acesso - disse o zagueiro ao site oficial do Londrina. | ” |

### Guarani
Em 9 de abril de 2018, após disputar o Campeonato Paulista de 2018, pelo Mirassol Futebol Clube, assinou contrato com o Guarani para o Campeonato Brasileiro da Série B.

## Estatísticas
Até 6 de dezembro de 2015.
| Clube             | Temporada         | Campeonato Nacional | Campeonato Nacional | Copa Nacional | Copa Nacional | Competição Internacional¹ | Competição Internacional¹ | Campeonato Estadual | Campeonato Estadual | Outros Torneios² | Outros Torneios² | Total | Total |
| Clube             | Temporada         | Jogos               | Gols                | Jogos         | Gols          | Jogos                     | Gols                      | Jogos               | Gols                | Jogos            | Gols             | Jogos | Gols  |
| ----------------- | ----------------- | ------------------- | ------------------- | ------------- | ------------- | ------------------------- | ------------------------- | ------------------- | ------------------- | ---------------- | ---------------- | ----- | ----- |
| São Paulo         | 2012              | 12                  | 0                   | 6             | 0             | 2                         | 0                         | 7                   | 1                   | 0                | 0                | 27    | 1     |
| São Paulo         | 2013              | 9                   | 0                   | -             | -             | 4                         | 0                         | 12                  | 1                   | 6                | 0                | 31    | 1     |
| São Paulo         | 2014              | 23                  | 4                   | 2             | 0             | 8                         | 1                         | 2                   | 0                   | 0                | 0                | 35    | 5     |
| São Paulo         | 2015              | 12                  | 0                   | 0             | 0             | 0                         | 0                         | 11                  | 0                   | 2                | 0                | 25    | 0     |
| São Paulo         | Total             | 56                  | 4                   | 8             | 0             | 14                        | 1                         | 32                  | 2                   | 8                | 0                | 118   | 7     |
| Total na Carreira | Total na Carreira | 56                  | 4                   | 8             | 0             | 14                        | 1                         | 32                  | 2                   | 8                | 0                | 118   | 7     |

¹Em competições continentais, incluindo jogos e gols da Copa Libertadores e Copa Sul-Americana.

²Em outros, incluindo jogos e gols em amistosos, Copa Audi, Eusébio Cup, Copa Suruga Bank e Super Series.

## Títulos
Fortaleza
- Campeonato Cearense: 2009

Botafogo
- Copa Peregrino: 2008
- Taça Rio: 2008

São Paulo
- Copa Sul-Americana: 2012[7]
- Eusébio Cup: 2013

Estrela Vermelha
- Campeonato Sérvio: 2015–16

Londrina
- Primeira Liga: 2017

Novorizontino
- Campeonato Paulista do Interior: 2021

América-RN
- Campeonato Brasileiro - Série D: 2022

## Prêmios indivuais
- Melhor zagueiro do Campeonato Brasileiro pelo Jornal Lance!: 2014